# Stunna 4 Vegas
Khalik Antonio Caldwell (n. 1 ianuarie 1996), mai bine cunoscut sub numele de Stunna 4 Vegas (fostul $tunna 4 Vegas și $tunna), este un rapper și textier american. El este cunoscut mai ales pentru single-urile sale "Animal", în care se afla colegul rapper DaBaby, și "Up The Smoke" cu Offset.
Alte single-uri de succes includ „Ashley”, cu DaBaby, „Tomorrow” cu Moneybagg Yo și „Do Dat” cu DaBaby și Lil Baby. Albumul său de debut, BIG 4X, a fost lansat pe 10 mai 2019. A ajuns pe locul 50 pe Billboard 200.
Al doilea album de studio, Rich Youngin, a fost lansat pe 17 ianuarie 2020. A debutat pe locul 29 pe Billboard 200.

## Cariera

### 2018: "Animal" si semnarea cu DaBaby
La sfârșitul lunii septembrie 2018, Caldwell a lansat piesa „Animal”, pe care e prezent colegul rapper din Carolina de Nord, DaBaby. Piesa a explodat datorită popularității lui DaBaby și melodia fiind postată pe canalul său. La scurt timp după aceea, Caldwell a fost semnat cu casa de discuri DaBaby, Billion Dollar Baby Entertainment, și a fost prezentat pe melodia sa "4X" din mixtape-ul său din noiembrie 2018, Blank Blank.

### 2019: Succesul si albumul de debut
Caldwell a fost prezentat pe piesa DaBaby „Joggers” de pe albumul său de debut Baby on Baby în martie 2019. Apoi a fost prezentat pe mixtape-ul al lui Asian Da Brat 2019 Unfuccwitable, pe piesa „I Love It”.
În mai 2019, Caldwell a semnat cu Interscope Records. Apoi și-a lansat albumul de debut sub casa de discuri, BIG 4X, pe 10 mai 2019. Albumul conținea piese cu colaborari de la DaBaby, Offset, NLE Choppa, Young Nudy și Lil Durk. Albumul a atins numărul 50 pe Billboard 200 și a primit recenzii pozitive.
În lunile următoare, a lansat single-uri precum „Tomorrow” cu Moneybagg Yo, „Flintstones” cu BannUpPrince, „Boat 4 Vegas” cu Lil Yachty, „Up The Smoke” cu Offset și „Long”. El a dezvăluit titlul albumului în timpul unui interviu acordat site-ului muzical Groovy Tracks. În septembrie 2019, a fost prezentat pe piesa „Really” din al doilea album de studio al lui DaBaby, Kirk. Piesa a debutat și a atins numărul 63 pe Billboard Hot 100, devenind astfel prima intrare a lui Caldwell pe Hot 100.

### 2020:Rich Younging
Pe 17 ianuarie 2020, Caldwell a lansat al doilea album de studio, Rich Youngin. Acesta a inclus colaborari de la DaBaby, Lil Baby, Blac Youngsta și Offset. A ajuns pe locul 29 pe Billboard 200. Albumul a primit recenzii călduroase de la critici.
În februarie 2020, Caldwell a câștigat primul său single Billboard-charting ca artist principal și al doilea single de top în top, cu „Go Stupid” debutând și atingând numărul 60 pe Billboard Hot 100. Pe 27 iulie 2020, Stunna 4 Vegas a lansat o colaborare cu DaBaby intitulată „No Dribble”.
1. 1 2 3   https://hedendaagsesieraden.nl/2024/04/06/stunna-4-vegas/ Lipsește sau este vid: |title= (ajutor)